# Tournois de snooker
Les tournois de snooker professionnels peuvent prendre la forme de tournois de classés qui permettent d'attribuer des points pour le classement mondial de snooker ; des tournois classés mineurs qui en attribuent moins et des tournois non classés qui n'attribuent aucun point. 
Un tournoi sans classement peut prendre la forme d'un événement où la participation du joueur est conditionnée a des critères établis par l'organisateur ou le sponsor ou par invitation personnelle. Il existe également quelques tournois ouverts à la fois aux amateurs et aux professionnels.

## Tournois classés
La liste des tournois classés de la saison 2016/2017 comptant pour le classement mondial de snooker.
| Tournois                      | Nom de l’événement - édition | Format                        | Lieu |
| ----------------------------- | --- | ----------------------------- | --- |
| Championnat du monde          | 1927–1940 (Billiards Association and Control Council - BACC) 1946–1952 (BACC) 1952–1957 (World Professional Match-play Championship) 1964–1968 (BACC) 1969–aujourd'hui (World Professional Billiards and Snooker Association) | Non classé 1927–1973          | Angleterre 1927–1973 |
| Championnat du monde          | 1927–1940 (Billiards Association and Control Council - BACC) 1946–1952 (BACC) 1952–1957 (World Professional Match-play Championship) 1964–1968 (BACC) 1969–aujourd'hui (World Professional Billiards and Snooker Association) | Non classé 1927–1973          | Jersey 1957 |
| Championnat du monde          | 1927–1940 (Billiards Association and Control Council - BACC) 1946–1952 (BACC) 1952–1957 (World Professional Match-play Championship) 1964–1968 (BACC) 1969–aujourd'hui (World Professional Billiards and Snooker Association) | Non classé 1927–1973          | Afrique du Sud 1965 |
| Championnat du monde          | 1927–1940 (Billiards Association and Control Council - BACC) 1946–1952 (BACC) 1952–1957 (World Professional Match-play Championship) 1964–1968 (BACC) 1969–aujourd'hui (World Professional Billiards and Snooker Association) | Non classé 1927–1973          | Australie 1970 (1971 event) |
| Championnat du monde          | 1927–1940 (Billiards Association and Control Council - BACC) 1946–1952 (BACC) 1952–1957 (World Professional Match-play Championship) 1964–1968 (BACC) 1969–aujourd'hui (World Professional Billiards and Snooker Association) | Classé 1974–aujourd'hui       | Angleterre 1974 & 1976 1976/77–aujourd'hui (Crucible Theatre)                                                                                      |
| Championnat du monde          | 1927–1940 (Billiards Association and Control Council - BACC) 1946–1952 (BACC) 1952–1957 (World Professional Match-play Championship) 1964–1968 (BACC) 1969–aujourd'hui (World Professional Billiards and Snooker Association) | Classé 1974–aujourd'hui       | Australie 1975 |
| Championnat du Royaume-Uni    | 1977–aujourd'hui | Invitation 1977–1983          | Angleterre 1977 (Blackpool) 1978-1997 (Preston) 1998-2000 (Bournemouth) 2007-2010 (Telford) 2001–2006 & 2011–aujourd'hui (Barbican Centre de York) |
| Championnat du Royaume-Uni    | 1977–aujourd'hui | Classé 1984–aujourd'hui       | Angleterre 1977 (Blackpool) 1978-1997 (Preston) 1998-2000 (Bournemouth) 2007-2010 (Telford) 2001–2006 & 2011–aujourd'hui (Barbican Centre de York) |
| Open d'Écosse                 | Open international 1981/82–1984/85 | Non classé 1981/82            | Angleterre |
| Open d'Écosse                 | Open international 1981/82–1984/85 | Classé 1982/83–1984/85        | Angleterre |
| Open d'Écosse                 | Trophée Goya Matchroom 1985/86 | Classé                        | Angleterre |
| Open d'Écosse                 | Open international 1986/87–1989/90 1992/93–1996/97 | Classé                        | Angleterre 1986/87–1989/90 1992/93–1995/96 |
| Open d'Écosse                 | Open international 1986/87–1989/90 1992/93–1996/97 | Classé                        | Écosse 1996/97 |
| Open d'Écosse                 | Open d'Écosse 1997/98–2002/03 | Classé                        | Écosse |
| Open d'Écosse                 | Championnat des joueurs 2003/04 | Classé                        | Écosse |
| Open d'Écosse                 | Open d'Écosse 2012/13, 2016/17–aujourd'hui | Classé mineur 2012/13         | Écosse |
| Open d'Écosse                 | Open d'Écosse 2012/13, 2016/17–aujourd'hui | Classé 2016/17–aujourd'hui    | Écosse |
| Open mondial                  | Tournoi des joueurs professionnels 1982/83–1983/84 | Classé                        | Angleterre |
| Open mondial                  | Grand Prix 1984/85–2000/01 | Classé                        | Angleterre |
| Open mondial                  | Coupe LG 2001/02–2003/04 | Classé                        | Angleterre |
| Open mondial                  | Grand Prix 2004/05–2009/10 | Classé                        | Angleterre 2004/05–2005/06 |
| Open mondial                  | Grand Prix 2004/05–2009/10 | Classé                        | Écosse 2006/07–2009/10 |
| Open mondial                  | Open mondial 2010/11–2013/14, 2016/2017–aujourd'hui | Classé                        | Écosse 2010/11 (Scottish Exhibition and Conference Centre - S.E.C.C.)                                                                              |
| Open mondial                  | Open mondial 2010/11–2013/14, 2016/2017–aujourd'hui | Classé                        | Chine 2011/12 (Haikou City Stadium) 2012/13–2013/14 (Hainan International Convention And Exhibition Center)                                        |
| Masters d'Europe              | Open d'Europe 1988/89–1996/97 | Classé                        | France 1988/89–1989/90 |
| Masters d'Europe              | Open d'Europe 1988/89–1996/97 | Classé                        | Pays-Bas 1990/91 |
| Masters d'Europe              | Open d'Europe 1988/89–1996/97 | Classé                        | Belgique 1991/92–1994/95 |
| Masters d'Europe              | Open d'Europe 1988/89–1996/97 | Classé                        | Malte 1995/96–1996/97 |
| Masters d'Europe              | Open d’Irlande 1998/99 | Classé                        | Irlande |
| Masters d'Europe              | Open d'Europe 2001/02–2003/04 | Classé                        | Malte 2001/02 & 2003/04 |
| Masters d'Europe              | Open d'Europe 2001/02–2003/04 | Classé                        | Angleterre 2002/03 |
| Masters d'Europe              | Coupe de Malte 2004/05–2007/08 | Classé 2004/05–2006/07        | Malte |
| Masters d'Europe              | Coupe de Malte 2004/05–2007/08 | Invitation 2007/08            | Malte |
| Masters d'Europe              | Masters d'Europe 2016/17–aujourd'hui | Classé                        | Roumanie (2016) - Belgique (2017-2018) - Autriche (2020)                                                                                           |
| Open du pays de Galles        | 1991/92–aujourd'hui | Classé                        | Pays de Galles 1991/92–1997/98 & 2004/05–2013/14 (Newport Centre) 1998/99–2003/04 & 2014/15–aujourd'hui (Cardiff)                                  |
| Masters d'Allemagne           | Open d'Allemagne 1995/96–1997/98 | Classé                        | Allemagne 1995/96–1998/99 2010/11–aujourd'hui (Tempodrom)                                                                                          |
| Masters d'Allemagne           | Masters d'Allemagne 1998/99 2010/11–aujourd'hui | Invitation 1998/99            | Allemagne 1995/96–1998/99 2010/11–aujourd'hui (Tempodrom)                                                                                          |
| Masters d'Allemagne           | Masters d'Allemagne 1998/99 2010/11–aujourd'hui | Classé 2010/11–aujourd'hui    | Allemagne 1995/96–1998/99 2010/11–aujourd'hui (Tempodrom)                                                                                          |
| Open de Chine                 | Internationaux de Chine 1997/98–1998/99 | Invitation 1997/98            | Chine 1997/98–2004/05 2005/06–aujourd'hui (Beijing University Students' Gymnasium)                                                                 |
| Open de Chine                 | Internationaux de Chine 1997/98–1998/99 | Classé 1998/99                | Chine 1997/98–2004/05 2005/06–aujourd'hui (Beijing University Students' Gymnasium)                                                                 |
| Open de Chine                 | Open de Chine 1999/00–2001/02 2004/05–aujourd'hui | Classé                        | Chine 1997/98–2004/05 2005/06–aujourd'hui (Beijing University Students' Gymnasium)                                                                 |
| Classique Paul Hunter         | Grand Prix Fürth 2004/05 | Pro-Am                        | Allemagne |
| Classique Paul Hunter         | Open d'Allemagne Fürth 2005/06–2006/07 | Pro-Am                        | Allemagne |
| Classique Paul Hunter         | Classique Paul Hunter 2007/08–aujourd'hui | Pro-Amateur 2007/08–2009/10   | Allemagne |
| Classique Paul Hunter         | Classique Paul Hunter 2007/08–aujourd'hui | Classé mineur 2010/11–2015/16 | Allemagne |
| Classique Paul Hunter         | Classique Paul Hunter 2007/08–aujourd'hui | Classé 2016/17–aujourd'hui    | Allemagne |
| Masters de Shanghai           | 2007/08–aujourd'hui | Classé                        | Chine (Shanghai Grand Stage) |
| Championnat des joueurs       | Finale du championnat du circuit des joueurs 2010/11–2012/13 | Classé                        | Irlande 2010/11 (The Helix) 2011/12–2012/13 (Bailey Allen Hall)                                                                                    |
| Championnat des joueurs       | Finale du championnat des joueurs 2013/14–2015/16 | Classé                        | Angleterre 2013/14 (Preston Guild Hall) 2015/16 (EventCity)                                                                                        |
| Championnat des joueurs       | Finale du championnat des joueurs 2013/14–2015/16 | Classé                        | Thaïlande 2014/15 (Montien Riverside Hotel) |
| Championnat des joueurs       | Championnat des joueurs 2016/17–aujourd'hui | Classé                        | Pays de Galles |
| Championnat international     | 2012/13–aujourd'hui | Classé                        | Chine 2012/13 & 2014/15–aujourd'hui (Sichuan International Tennis Center) 2013/14 (Chengdu Eastern Music Park)                                     |
| Open d'Inde                   | 2013/14–2014/15, 2016/17–aujourd'hui | Classé                        | Inde 2013/14 (Le Meridien Hotel) 2014/15–aujourd'hui (Grand Hyatt Mumbai)                                                                          |
| Masters de Riga               | Open de Riga 2014/15–2015/16 | Classé mineur                 | Lettonie (Arena Riga) |
| Masters de Riga               | Riga Masters 2016/17–aujourd'hui | Classé                        | Lettonie (Arena Riga) |
| Grand Prix mondial de snooker | 2014/15–aujourd'hui | Invitation 2014/15            | Pays de Galles (Venue Cymru) |
| Grand Prix mondial de snooker | 2014/15–aujourd'hui | Classé 2015/16–aujourd'hui    | Pays de Galles (Venue Cymru) |
| Open de Gibraltar             | 2015/16–aujourd'hui | Classé mineur 2015/16         | Gibraltar (Tercentenary Sports Hall) |
| Open de Gibraltar             | 2015/16–aujourd'hui | Classé 2016/17–aujourd'hui    | Gibraltar (Tercentenary Sports Hall) |
| Open d'Angleterre             | 2015/16–aujourd'hui | Classé                        | Angleterre |
| Open d'Irlande du Nord        | 2015/16–aujourd'hui | Classé                        | Irlande du Nord |

## Tournois non classés
| Tournois                     | Nom de l’événement - édition                          | Format                               | Lieu |
| ---------------------------- | ----------------------------------------------------- | ------------------------------------ | --- |
| Masters                      | 1975–aujourd'hui                                      | Invitation                           | Angleterre 1975–1977/78 (Londres) 1978/79–2005/06 (Wembley Conference Centre) 2006/07–2010/11 (Wembley Arena) 2011/12–aujourd'hui (Alexandra Palace)                              |
| Champion des champions       | 1978/79, 1980/81 2013/14–aujourd'hui                  | Invitation                           | Angleterre 1978/79 (Wembley Conference Centre) 1980/81 (New London Theatre) 2013/14–aujourd'hui (Ricoh Arena)                                                                     |
| Championnat du monde seniors | 1991/92, 2010/11                                      | Non classé (règlement professionnel) | Angleterre 1991/92 (Trentham Gardens) 2010/11 (Cedar Court Hotel) 2011/12 (East of England Showground) 2012/13–2013/14 (Mountbatten Centre) 2014/15–aujourd'hui (Blackpool Tower) |
| Championnat du monde seniors | 2011/12                                               | Non classé (règles alternatives)     | Angleterre 1991/92 (Trentham Gardens) 2010/11 (Cedar Court Hotel) 2011/12 (East of England Showground) 2012/13–2013/14 (Mountbatten Centre) 2014/15–aujourd'hui (Blackpool Tower) |
| Championnat du monde seniors | 2012/13–aujourd'hui                                   | Non classé (règlement professionnel) | Angleterre 1991/92 (Trentham Gardens) 2010/11 (Cedar Court Hotel) 2011/12 (East of England Showground) 2012/13–2013/14 (Mountbatten Centre) 2014/15–aujourd'hui (Blackpool Tower) |
| Coupe générale               | Coupe générale internationale 2004/05 2009/10 2011/12 | Invitation                           | Hong Kong |
| Coupe générale               | Coupe générale 2012/13–aujourd'hui                    | Invitation                           | Hong Kong |
| Championnat de la ligue      | 2007/08–aujourd'hui                                   | Invitation                           | Angleterre (Crondon Park Golf Club) |

## Tournois Pro-Amateur
| Tournois       | Nom de l’événement - édition | Format      | Lieu                                    |
| -------------- | ---------------------------- | ----------- | --------------------------------------- |
| Pink Ribbon    | 2010/11–aujourd'hui          | Pro-Amateur | Angleterre (South West Snooker Academy) |
| Open de Vienne | 2010/11, 2012/13–aujourd'hui | Pro-Amateur | Autriche                                |